# Louis Girard
Pour les articles homonymes, voir Girard.
 (mai 2025).
Louis Girard, né le 16 septembre 1911 et mort le 2 février 2003, est un historien français. 

## Biographie
Ancien élève de l’École normale supérieure (1931), Louis Girard est agrégé d'histoire et géographie en 1935.  
Auteur d'une thèse de doctorat, soutenue le 13 mai 1950 sous la direction de Charles-Henri Pouthas, sur la politique des travaux publics sous le Second Empire, il est professeur à la faculté des lettres de Lille puis à la Sorbonne de 1956 à 1979. 
Il fut un spécialiste de l’histoire politique et de celle des idées sur la période s’étendant de 1814 à la fin du XIXe siècle. 
L'historiographie française lui doit notamment une Étude comparée des mouvements révolutionnaires en France en 1830, 1848, 1870-1871 parue en 1956, un livre sur La Garde nationale 1814-1871 paru en 1964 et des ouvrages portant sur le personnel politique de l'époque, notamment sur Les maires en France du Consulat à nos jours, une enquête menée sous la direction de Maurice Agulhon. Il est également l'auteur d'un ouvrage sur la Deuxième République (1968) et surtout de Napoléon III (1986), ouvrage considéré comme fondamental sur cette personnalité historique par plusieurs historiens comme Pierre Milza et Éric Anceau.
Il fut également membre de la Société d’Histoire de la Révolution de 1848, président de la Société d’Histoire Moderne (1964-1965) et membre du jury de l’agrégation d’Histoire sous la présidence de Fernand Braudel.

## Source
- Raymond Huard et Philippe Gut, « Louis Girard 1911-2003 », Revue d'histoire du XIXe siècle, 26-27|2003.